# Матені (Каліфорнія)
Матені (англ. Matheny) — переписна місцевість (CDP) в США, в окрузі Туларе штату Каліфорнія. Населення — 1125 осіб (2020).

## Географія
Матені розташоване за координатами 36°10′14″ пн. ш. 119°21′6″ зх. д. / 36.17056° пн. ш. 119.35167° зх. д. (36.170663, -119.351579).  За даними Бюро перепису населення США в 2010 році переписна місцевість мала площу 1,11 км², уся площа — суходіл.

## Демографія
Згідно з переписом 2010 року, у переписній місцевості мешкало 1212 осіб у 320 домогосподарствах у складі 266 родин. Густота населення становила 1089 осіб/км².  Було 344 помешкання (309/км²).
Расовий склад населення:
| - 53,7 % — білих - 3,6 % — чорних або афроамериканців - 2,0 % — корінних американців - 0,3 % — азіатів - 36,0 % — осіб інших рас |

До двох чи більше рас належало 4,4 %. Частка іспаномовних становила 73,4 % від усіх жителів.
За віковим діапазоном населення розподілялося таким чином: 37,9 % — особи молодші 18 років, 53,9 % — особи у віці 18—64 років, 8,2 % — особи у віці 65 років та старші. Медіана віку мешканця становила 26,9 року. На 100 осіб жіночої статі у переписній місцевості припадало 106,8 чоловіків;  на 100 жінок у віці від 18 років та старших — 108,6 чоловіків також старших 18 років.
Середній дохід на одне домашнє господарство  становив 37 417 доларів США (медіана — 30 565), а середній дохід на одну сім'ю — 36 171 долар (медіана — 30 450). За межею бідності перебувало 36,8 % осіб, у тому числі 46,4 % дітей у віці до 18 років та 14,8 % осіб у віці 65 років та старших.
Цивільне працевлаштоване населення становило 323 особи. Основні галузі зайнятості: сільське господарство, лісництво, риболовля — 39,6 %, освіта, охорона здоров'я та соціальна допомога — 15,2 %, роздрібна торгівля — 8,7 %, мистецтво, розваги та відпочинок — 7,4 %.